# Lotfi Double Kanon
Lotfi Double Kanon, abrégé en Lotfi DK, de son vrai nom Lotfi Benlamri (en arabe : لطفي بلعمري), né le 6 juillet 1974 à Annaba, est un rappeur et animateur de télévision algérien. Il a épousé Sandra Béchina le 19 Novembre 2004 à Voiron en France. Son épouse est une femme dynamique, cadre en entreprise et elle a passé de nombreuses années à soutenir les enfants défavorisés. Ils ont eu deux enfants.

## Biographie

### Enfance et jeunesse
Issu d'une famille modeste, son père est ouvrier et sa mère femme au foyer, il grandit dans une famille de quatre enfants, deux garçons et deux filles, tous diplômés universitaires. Lotfi va fonder un groupe, qui se nommera le « Double Kanon » et ce dans les années 1990,,,
Il obtient son Bac en mathématiques en 1992 au lycée Saint Augustin à Annaba, puis un diplôme d'Ingénieur d'état en géologie en 1998 de l'université d'Annaba. Lotfi réalisa des maquettes avec un matériel très archaïque pour se présenter à la radio locale et se faire connaître dans le milieu artistique.
Il se fera remarquer une deuxième fois lors de son passage sur les scènes Bonoise en présentant au public ce nouveau style de musique algérien. 

### Histoire du groupe
Lors d'un concert sur la scène du théâtre de la verdure à Annaba l'été 1997, Lotfi se heurte à l'intolérance des pouvoirs publics qui interrompent le spectacle à cause de paroles qualifiées de subversives.
Cet acte enflamma la foule qui se heurta aux forces de l'ordre et qui valut à Lotfi l'étiquette de chanteur « Rebelle ».
Avec son ami Waheb, Lotfi forme officiellement le groupe Double Kanon, Nazim vient se joindre à eux en entrant en studio pour enregistrer le premier album Kamikaz, ouvrant ainsi la porte du succès au groupe.
Lotfi, de par sa musique et ses textes éloquents, revisite le rap version arabe qui était encore très contesté à cette époque. Il crée un style et un genre qui parlaient aux jeunes et qui leur parlent toujours. Dans une société où la liberté d'expression était une chose nettement remise en cause par les pouvoirs mis en place, il ouvrit une brèche, une échappatoire, un exutoire qui est toujours ouvert aujourd'hui.
Malgré cela, le groupe a beaucoup de détracteurs.
Lotfi DK a fait une chanson qui s'appelle « Mazal el khir fi Bladna مزال الخير في بلادنا » sur la chaine Nessma.
En 2013, Lotfi DK fait une chanson avec Kader Japonais qui s'intitule : Flouka w Moteur (une barque et un moteur)
Le 7 mars 2014, Lotfi DK  fait une chanson  qui s'intitule : Kleouha  Après quelques jours il compose 2 autres chansons : Chkoun, Yafhamni, et Nahlem bebladi.. 

## Discographie

### Albums
- 1997 : Kamikaz
- 1998 : Kanibal
- 1999 : Kondamné
- 1999 : Lakamora v1
- 2000 : Lakamora v2
- 2001 : Breakdance
- 2002 : Bad Boy
- 2003 : Dangereux
- 2003 : Virus
- 2004 : Kobay
- 2005 : Remix
- 2006 : Koupable
- 2007 : Kamizole
- 2008 : Kauchmar
- 2009 : Klemi
- 2010 : Remix v2
- 2013 : Katastrophe, Chapitre 1
- 2014 : Compil Featuring

### Albums double kanon
- 2001 : Solitaire : (Waheb solo)
- 2001 : Mrabta hamra : (Cherif, Nabil & Lotfi)
- 2001 : Fonklor : (Lotfi, Zinou & Mouna)
- 2002 : Kamikaz2 : (Waheb solo)
- 2002 : Mrabta hamra2 : (Cherif, Nabil & Lotfi)
- 2002 : Annaba rap : (Lotfi, Adoula, Antar & Baida-clan city)
- 2003 : Mrabta hamra3 : (Cherif, Nabil & Lotfi)

## Émission TV
- 2003 : Publicité pour la puce Nedjma
- 2003 : Bouraka, manque d'informations.
- 2004 : Nass mlah City 2, (générique)
- 2006 : Binatna, (générique)
- 2011 : كلمة حق (Mots juste)
- 2015 : قصة أمل (Histoire d'espoir)
- 2015 : كلام من القلب (Mots qui viennent du cœur)
- 2019: فرغ قلبك (Vide ton cœur)